# フェラーリ・639
フェラーリ 639 (Ferrari 639) は、スクーデリア・フェラーリが1988年に開発したフォーミュラ1カー。テストに使用されたのみで、実戦投入はされていない。設計担当者はジョン・バーナード。
フェラーリとしてのコードナンバーである「639」がそのまま一般的な名称として使われるケースが多いが、フェラーリ F188との別称も存在する。

## 概要
1988年に製作された639の最大の特徴は、現代にも繋がるステアリングの裏に取り付けられたパドルを操作することでシフトチェンジが行えるタイプのセミオートマチックトランスミッション（セミAT）を初めて搭載した車だった事である。
1987年よりフェラーリのテクニカルディレクターに就任したジョン・バーナードは、エンツォ・フェラーリから「今までに無い革新的なマシンを作って欲しい」との要望を受けた。バーナードはイギリスに設立したGTO（ギルフォード・テクニカル・オフィス）において、F1でははじめてとなるセミATの開発を行った。システムの原型は1979年に312T4に搭載してテストされていたが、ドライバーのジル・ヴィルヌーヴが好まずお蔵入りになっていた。
フェラーリは1989年より全面施行される新レギュレーションに対応して、3.5リッター・自然吸気V12エンジン (Tipo 035) を新開発した。通常、V12エンジンのバンク角は60度とするものだが、これだと、吸気ポートの角度に制約が生じるため、65度に拡大された。
変速機構は高回転型エンジンのパワーバンドを維持するため、6速が主流だった当時、7速を新採用した。セミATの導入はシフト操作のミスを予防し、駆動伝達を効率化する目的があった。ドライバーがステアリングの裏に取り付けられた2枚のパドルでギアを選択すると、電気信号によって油圧式トランスミッションが制御された。バーナードによれば、セミAT導入の直接のきっかけは「ギアシフトリンケージの収納に苦労したため、いっそそれらを省略できないか」と考えたことがきっかけで、当初はシフト操作をボタンで行うことだけを考えていたが、後にクラッチも同時に電子制御できることに気づき、最終的にクラッチレスの2ペダル＋パドルシフトという形にたどり着いたという。1988年5月の初テストでは「シフトアップは全自動だがシフトダウンは手動」という形式のものも試されたが、当時はまだスロットルの電子制御技術が未成熟で自動的なブリッピングが行えなかったため、シフトダウンには困難を伴った。
その他にも細長いノーズや大型のサイドポンツーン、トーションバーを使用するサスペンションなど、随所に革新的なアイデアが投入された。
バーナードは1988年シーズン開幕前テストで「ブラジル（開幕戦）は2.5バールターボのF187で出る。これは決定している。しかしその後は決まっていない」と発言し、639を1988年シーズン中に実戦投入する案を持っていた。当初は2月には1台目を完成させる意向だったが、開発に困難が伴ったこともあり大幅に遅れ、完成は3ヵ月遅れとなった。5月からのテストを経て、7月に639がマスコミ向けに公開されると、その記者発表の質疑応答でバーナードが「このマシンが今季中にGPデビューすることはない。今年は最後までターボでやることが決まった。」と述べたことで、'88年の自然吸気V12デビュー説は打ち消された。
また、エンツォ・フェラーリの健康状態が悪化したことで社内情勢が変化し、1988年シーズンはターボエンジン搭載車であるF187/88Cで戦うべきとの意見が根強かった。エンツォが同年8月に死去したため、この車が実戦投入される機会はなくなり、1989年開幕戦から改良版の640としてデビューすることになった。
フィオラノでの初期テストに参加したミケーレ・アルボレートは639での新機軸導入についてバーナードと意見が合わず、「639のコンセプトやセミATの導入をめぐってバーナードと大喧嘩した。走っていて何速に入っているかが全くつかみにくい。あの車は重心が高すぎるし、全長も長すぎる。」と述べ、評価が低かった。翌年の契約を更新したゲルハルト・ベルガーも3.5L V12自然吸気エンジンに慣れるために639でのエンジンテストを88年中から多くこなした。
639から640、641、641/2、642、643まではコードナンバーで呼ばれる事が多く、総称的に「639系」と括ることもある。

## スペック

### シャーシ
- シャーシ名 639(F188）
- クラッチ AP
- ブレーキキャリパー ブレンボ
- ブレーキディスク・パッド ブレンボ
- ホイール スピードライン
- タイヤ グッドイヤー
- ギヤボックス 7速セミオートマチック

### エンジン
- エンジン名 Tipo035
- 気筒数・角度 V型12気筒・65度
- 排気量 3,497.9cc
- バルブ数 5バルブ/1気筒
- シリンダーブロック 鋳鉄製
- 最大馬力 660馬力
- スパークプラグ チャンピオン
- 燃料・潤滑油 Agip